# Хелеи
Хелеи (лат. Heleia) — род воробьиных птиц из семейства белоглазковых (Zosteropidae).

## Распространение
Один из видов данного рода, Heleia muelleri, обитает только на острове Тимор. Другой, Heleia crassirostris, встречается на Флоресе и Сумбаве. При этом они считаются близкородственными, не смотря на четкие различия в оперении и вокализации. Для разрешения вопроса о тождестве данных таксонов ожидается проведение молекулярного скрининга.

## Классификация
Традиционно в род включали всего два вида птиц. В результате филогенетических исследований 2009 года к нему отнесли все виды, ранее входившие в роды кустарниковых белоглазок (Lophozosterops Hartert, 1896) и белоглазок-крошек (Oculocincta Mees, 1953), а также один вид из рода белоглазок (Zosterops).
Международный союз орнитологов относит к роду 10 видов:
- Heleia crassirostris (Hartert, 1897) — Большеклювая хелея
- Heleia dohertyi (Hartert, 1896) — Хохлатая кустарниковая белоглазка
- Heleia goodfellowi (Hartert, 1903) — Филиппинская кустарниковая белоглазка
- Heleia javanica (Horsfield, 1821) — Яванская кустарниковая белоглазка
- Heleia muelleri Hartlaub, 1865 — Пестрогрудая хелея
- Heleia pinaiae (Stresemann, 1912) — Пинайянская кустарниковая белоглазка, или церамская кустарниковая белоглазка
- Heleia squamiceps (Hartert, 1896) — Малая кустарниковая белоглазка
- Heleia squamifrons (Sharpe, 1892) — Белоглазка-крошка
- Heleia superciliaris (Hartert, 1897) — Желтобровая кустарниковая белоглазка
- Heleia wallacei (Finsch, 1901) — Очковая белоглазка